# 福田幸雄
福田 幸雄（ふくだ ゆきお、1948年3月5日 - ）は、日本の実業家。株式会社アスカネット創業者で同社の代表取締役会長兼CEOを務めた。

## 人物・来歴
広島県広島市出身。広島県立広島観音高等学校を経て、大阪の私立大学経営学部を2年で中退。1971年に文化服装学院を卒業し、青山でファッションメーカーを立ち上げ一時は躍進するも、資金難により3年あまりで会社を解散。その後広島に戻り、趣味を活かしてフォトグラファーとなった。1982年飛鳥写真工芸社創業。1983年飛鳥写真館設立。1995年アスカネット設立、代表取締役社長就任。2005年東京証券取引所マザーズに上場。2007年アスカネット代表取締役社長兼CEO。2018年アスカネット代表取締役会長兼CEO。在任中に立ち上げた新規事業1.遺影写真加工電送システム2.フォトブック事業3.空中ディスプレイ事業など。2020年任期満了退任。2024年12月successfee株式会社設立、代表取締役社長就任